# Борис (Богоев)
Митрополит Борис (в миру Борис Трифонов Богоев; 1911, Болгария — 22 марта 2006, Болгария) — епископ Альтернативного синода Болгарской православной церкви (короткое время был в составе Болгарской православной церкви), митрополит Пловдивский, предстоятель этого Синода в 2005—2006 годах.

## Биография
Родился в 1911 году После окончания духовной семинарии святых Кирилла и Мефодия в Пловдиве и богословского факультета Софийского университета, женился и стал священником в Пловдивской митрополии. В июне 1951 года, отец Борис, вместе с двумья другими священниками, был арестован коммунистическим режимом и отправлен в концентрационный лагерь для политических заключённых на острове Белене.
После вдовства, пострижён в монашество с сохранением прежнего имени и через некоторое время был назначен игуменом в Рыльском монастыре. После возникновения в мае 1992 года раскола в Болгарской Православной Церкви примкнул к т.н. Альтернативному Синоду, и 29 июля 1992 года был хиротонисан во епископа с назначением титулярным епископом Тивериопольским. Рукоположение возглавил избранный предстоятелем синода Неврокопский митрополит Пимен (Энев). В том же году он был переведён на Пловдивскую кафедру с возведением в сан митрополита
В 1996 году Комиссия по канонизации Альтернативного Синода под председательством митрополита Пловдивского Бориса канонизировала иеродиакона Игнатия (революционера Василя Левского) в лике святых.
По решению проходившего в Софии Всеправославного Собора 30 сентября — 1 октября 1998 года был принят в каноническое общение с Болгарской Церковью с признанием «по крайнему снизхождению» полученного епископского сана с назначением титулярным епископом Тивериопольским. Но уже в следующим году, он из частью архиереев вновь вышел из состава Болгарской ПЦ, и они возобновили деятельность альтернативного синода, где митрополит Борис вновь стал митрополитом Пловдивским.
Когда в начале 2005 года митрополит Софийский Иннокентий (Петров) был освобождён с поста предстоятеля-наместника Альтернативного Синода, его возглавил 94-летний митрополит Борис. Но уже в следующем году, 22 марта 2006 года, он скончался.